# Vekunta commendata
Vekunta commendata är en insektsart som beskrevs av Yang och Wu 1993. Vekunta commendata ingår i släktet Vekunta och familjen Derbidae. Inga underarter finns listade i Catalogue of Life.